# Burg Hlavačov
Die Burg Hlavačov, auch Starý hrádek bzw. Červený zámek (deutsch Hlawaczow, lateinisch castellum Vetus) befand sich westlich der Ortschaft Lužná im Rakonitzer Hügelland in Tschechien. Der ursprüngliche Name der bedeutsamen böhmischen Königsburg ist nicht bekannt, möglicherweise handelt es sich um die Burg Rokytno oder die alte Burg Křivoklát. Nach dem Bau der neuen Königsburg Křivoklát wurde sie castellum Vetus oder Starý hrádek genannt. Die Bezeichnungen Červený zámek und Hlavačov entstanden erst nach ihrem Untergang. Die Reste der Burg sind als Kulturdenkmal geschützt.

## Geographie
Die Reste der abgegangenen Spornburg liegen am südwestlichen Ausläufer des Hügels Hlavačov (405 m) auf einem Sporn aus tertiärem Sand über dem Tal des Baches Lišanský potok, der früher Červený potok genannt wurde. Am Fuße des Burghügels verläuft die Bahnstrecke Lužná u Rakovníka–Rakovník. Umliegende Ortschaften sind Hlavačov, Podhůrka und Lišany im Norden, Lužná II im Nordosten, Lužná im Osten, Na Cikánce und Zákův Mlýn im Südosten, Rakovník im Süden, Olešná im Westen sowie Rozvodna im Nordwesten.

## Geschichte
Über die Entstehung der Burg ist nichts bekannt. Es gilt als wahrscheinlich, dass sie im 12. oder, nach Tomáš Durdík, im frühen 13. Jahrhundert errichtet wurde. Es ist möglich, dass sie an der Stelle einer älteren Befestigungsanlage entstand.
Möglicherweise handelt es sich um die Burg Rokytno, die das Zentrum des seit dem 12. Jahrhundert nachweislichen und nach dem Bach Rokytná benannten Gebietes Rokytná bildete. Jedoch wird der Standort der Burg Rokytno auch am Platz Na Hradišti bei Senomaty an der Einmündung des Baches Petrovický potok in den Rakovnický potok vermutet. Dortige Ausgrabungen auf dem etwa 150 ha umfassen Areal ergaben, dass sich an dem Platz eine frühslawische, möglicherweise auch befestigte, Siedlungsstätte befunden hat, die jedoch bereits in der ersten Hälfte des 13. Jahrhunderts wüst lag. Spätestens seit diesem Zeitpunkt bildete das castellum vetus das Zentrum des Gebietes Rokytná.
Ebenso kann nicht ausgeschlossen werden, dass sich auf dem Hügel Hlavačov die zu Beginn des 12. Jahrhunderts durch Cosmas von Prag in der Chronica Boemorum erwähnte ursprüngliche Burg Křivoklát, deren Standort nicht bekannt ist, befand. Es ist anzunehmen, dass die königliche Burg Starý hrádek bzw. Castellum vetus nach der Fertigstellung der neuen Burg Křivoklát zu Beginn des 13. Jahrhunderts dieser unterstellt wurde.
Die erste schriftliche Erwähnung der königlichen Jagdburg  Castellum vetus erfolgte im Jahre 1245, als König Wenzel I. auf der Burg eine Besitzbestätigungsurkunde für das Benediktinerkloster Litomyšl ausfertigte. Auch in den nachfolgenden Jahren hielt sich Wenzel I. des Öfteren auf der Burg auf. 1250 fertigte er dort die Urkunde über die Überlassung von Chýnov an das Bistum Prag aus und im Jahre 1251 die Übertragungsurkunde über die Patronatsrechte in Planá an das Stift Waldsassen. Im darauffolgenden Jahre bestätigte er in einer in Lišany ausgefertigten Urkunde dem Vyšehrader Kapitel die Rechte an der Laurentiuskapelle auf dem Petřín; da sich in dem zwei Kilometer entfernten Dorf Lišany nie eine Königspfalz befand, lässt sich vermuten, dass Wenzel I. mit seinem Gefolge auf Castellum vetus residierte. Im März 1253 bewirtete Wenzel I. auf der Burg über mehrere Tage den Salzburger Erzbischof Philipp von Spanheim, den Bamberger Bischof Heinrich von Bilversheim, den Regensburger Bischof Albert von Pietengau, den Passauer Bischof Berthold von Pietengau, den Meißner Bischof Konrad von Wallhausen und den Olmützer Bischof Bruno von Schauenburg. Der letzte Aufenthalt Wenzels I. erfolgte im August 1253 einen Monat vor seinem Tod in Počaply. Im Jahre 1255 bestätigte Ottokar II. Přemysl auf Starý hrádek die Begabung der Kapelle St. Margarethen in Machov und 1260 erteilte er dem Stift Waldsassen Immunität.
Da die Burg Starý hrádek danach nie wieder erwähnt wurde, nimmt Durdík an, dass sie in den 1260er-Jahren niederbrannte. Andere Forscher vermuten, dass die Burg während der Machtkämpfe nach dem Tode Ottokars II. zu Zeiten der Administration Böhmens durch Otto von Brandenburg zerstört worden ist. 
Nach dem Untergang der Burg Starý Hrádek wurden deren Aufgaben als Verwaltungszentrum des Gebietes Rokytná auf die Burg Křivoklát übertragen. Ein Wiederaufbau erfolgte nicht, da der Sandhang am Hlavačov keinen geeigneten Standort für eine zeitgemäße Burganlage bot, die Königsstadt Rakovník inzwischen eigene Gerichtsbarkeit ausübte und mit der Königsburg Křivoklát in nicht allzu weiter Entfernung eine mächtige und wehrhafte Burganlage vorhanden war.
Im Jahre 1354 wurden der inzwischen mit Wald zugewachsene Sporn mit der wüsten Burg als auch der sich dahinter erhebende Hügel erstmals als Hlawaczow bezeichnet. Seit dem 15. Jahrhundert wurde die Ruine von den Bewohnern der Stadt Hlawaczy genannt, davon abgeleitet ist auch der Name einer alten Rakonitzer Patrizierfamilie, die in ihrem Wappenbrief das Prädikat von Hlawaczow erhielt. Ab 1515 diente die wüste Burg der Stadt Rakovník zur Gewinnung von Baumaterial für die Stadtbefestigungsanlagen. Bis ins 19. Jahrhundert wurden die Mauern der Burg fast gänzlich abgetragen.
Wegen ihrer Lage über der Roten Mühle (Červený mlýn) wurde die wüste Burg ab dem 18. Jahrhundert auf etlichen Karten als Červený zámek eingezeichnet. Der Burgenforscher Franz Alexander Heber verbreitete im 19. Jahrhundert die Ansicht, dass die Burg Hlawaczow erst am Übergang vom 18. zum 19. Jahrhundert erloschen wäre.

## Bauliche Anlage
Die Burganlage auf dem nach Westen steil abfallenden Sporn bot eine weite Sicht auf die Umgebung und hatte eine Breite von 80 Meter und eine Länge von 120 Meter. An der schmalsten Stelle der Verbindung des Sporns zum Hlavačov-Plateau, von dem über eine hölzerne Brücke der Zugang zur Burg erfolgte, wurde sie durch zwei Gräben mit einer Breite von 20 Meter geschützt, dahinter lagen zwei Vorburgen. Die mit einem mächtigen Wall und dahinterliegendem tiefen Graben umgebene innere Burg war zweigeteilt. Der Hauptteil hatte eine Abmessung von 50 × 25 Metern, der kleinere Teil von 25 × 21 Metern. Die nur niedrigen Wohn- und Nutzbauten waren größtenteils hölzern, teils auch in Fachwerk mit Lehm, Pläner und Ziegelmauerung erbaut und reichten in ihrer Höhe nicht über die mächtigen Befestigungsanlagen hinaus.
Im Ergebnis 1974 durchgeführter Ausgrabungen, die die Zerstörung der Burg durch einen Brand belegen, kam der Burgenforscher Tomáš Durdík zu dem Schluss, dass die Burg aus einer Ringmauer in Holzlehmbauweise und Fachwerkbauten mit nur geringen Verwendung von Stein bestanden hat. Die ungewöhnlich mächtigen Befestigungen und Wälle wurden aus dem örtlichen Sand errichtet, der schichtweise aufgetragen und mit Mörtel übergossen wurde; den äußeren Abschluss bildete eine Plänermauerung. Für die Annahme, dass auf der Burg auch eine romanische Kapelle oder ein niedriger Turm gestanden waren, konnte bei den Grabungen kein Nachweis erbracht werden. 
Durch den jahrhundertelangen Abbruch von Baumaterialien sowie Steinbrucharbeiten auf dem Felssporn der inneren Burg und weitere Schäden durch Amateurgrabungen zu Beginn des 20. Jahrhunderts, bei denen Reste verzierter Keramik, Messerklingen und Hufeisen aufgefunden wurden, lässt sich die ursprüngliche Gestalt heute nur noch schwer rekonstruieren. Durdík ordnete die Burg einem der Burg Angerbach ähnlichen Übergangstyp zu, wobei die Burg Hlavačov zu den größten dieses Typs zählt. Heute sind von der Burg nur noch Wälle und Gräben innerhalb eines Waldes sichtbar.